# Gajanus
Gajanus là một chi thực vật có hoa trong họ Đậu.